# 地殼均衡

地殼均衡的簡易圖示，海拔越高的地形其地殼越厚

地殼均衡是一個地質學上的術語，是指地球岩石圈和軟流圈之間的重力平衡，例如板塊的「漂浮」高度取決於其密度和厚度。這個概念可以解釋為什麼地球表面會存在不同高度的地表特徵。當一個區域的岩石圈達到了地殼均衡的狀態，就是所謂的「均衡平衡」。
地殼均衡並非破壞平衡的過程，而是恢復平衡的過程（负反饋）。人們普遍認為地球是一個動態系統，該系統會以許多不同的方式反應其負載。然而，地殼均衡提供了一個區域發生了垂直運動時如何變化的觀點。某些區域（例如喜马拉雅山脉）並不是地殼均衡狀態，這使許多科學家以其他的學說解釋造成這些區域如此高度的原因（喜馬拉雅山脈至今仍因為印澳板塊和歐亞板塊相碰撞的力量上升中）。
最簡單的例子中，地殼均衡是排除液體重量相等於支撐浮體力量的浮力原理。在地質尺度來看，地殼均衡可以在岩石圈施加強大壓力在軟弱的軟流圈時觀察到；在地质年代中可以看到的是岩石圈因為高度的變化造成流體側向流動。
地殼均衡的概念由美國地質學家克拉倫斯·達頓於1889年提出。

## 地殼均衡模型
目前有三個地殼均衡模型被使用：
- 艾里-海斯卡寧（英语：Veikko Aleksanteri Heiskanen）模型：

- 不同的地形高度是由地殼厚度變化造成，地殼密度固定。
- 普拉特-海福德（英语：John Fillmore Hayford）模型：

- 不同的地形高度是因為側向變化造成，岩石密度會改變。
- 韋寧·邁內茲（英语：Felix Andries Vening Meinesz）或彎曲模型：

- 岩石圈是個彈性版體，並且其固有的剛性分布會因為彎曲造成的大範圍負載而在特定區域有變化。
艾里和普拉特模型是浮力的應用，而彎曲模型則是浮力將有限彈性強度的版彎曲。

### 艾里

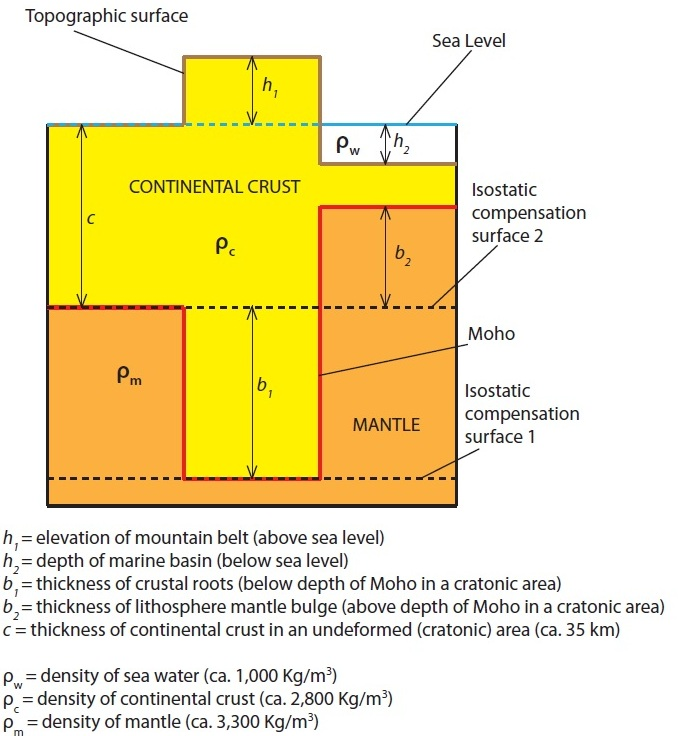
艾里模型中，密度固定的地殼是浮在高密度的地函上，其地形是由地殼厚度決定

本模型的原理是基於帕斯卡定律，尤其是其結果，在流體靜力平衡狀態下，同一平面任一點的液壓是相同的（靜液體補償表面）。
即：h1⋅ρ1 = h2⋅ρ2 = h3⋅ρ3 = ... hn⋅ρn
右側簡化圖片顯示山根的深度 (b1) 是：
{\displaystyle (h_{1}+c+b_{1})\rho _{c}=(c\rho _{c})+(b_{1}\rho _{m})}
{\displaystyle {b_{1}(\rho _{m}-\rho _{c})}=h_{1}\rho _{c}}
{\displaystyle b_{1}={\frac {h_{1}\rho _{c}}{\rho _{m}-\rho _{c}}}}
這裡 {\displaystyle \rho _{m}} 是地幔的密度（約 3,300 kg m−3），而 {\displaystyle \rho _{c}} 是地殼的密度（約 2,750 kg m−3）。因此我們一般可考慮：
b1 ≅ 5⋅h1
在負向地形（例如洋底盆地），岩石圈的平衡是：
{\displaystyle c\rho _{c}=(h_{w}\rho _{w})+(b_{2}\rho _{m})+[(c-h_{w}-b_{2})\rho _{c}]}
{\displaystyle {b_{2}(\rho _{m}-\rho _{c})}={h_{w}(\rho _{c}-\rho _{w})}}
{\displaystyle b_{2}=({\frac {\rho _{c}-\rho _{w}}{\rho _{m}-\rho _{c}}}){h_{w}}}
這裡 {\displaystyle \rho _{m}} 是地函的密度（約 3,300 kg m−3），而 {\displaystyle \rho _{c}} 是地殼的密度（約 2,750 kg m−3），{\displaystyle \rho _{w}} 則是水的密度（約 1,000 kg m−3）。因此我們一般可考慮：
b2 ≅ 3.2⋅hw

### 普拉特

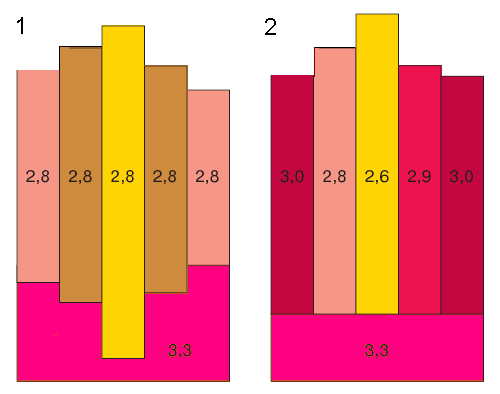
艾里模型（左）和普拉特模型（右）的比較。

在簡化模型中，新的密度是：
{\displaystyle \rho _{1}=\rho _{c}{\frac {c}{h_{1}+c}}}。這裡 {\displaystyle h_{1}} 是山的高度，而 c 是地殼的厚度。

### 韋寧·邁內茲/彎曲
本假設是用來解釋海底山（例如夏威夷群島）等一些大型地形的負載可以在區域上被補償，而不是岩石圈的區域性位移。這對於岩石圈彎曲而言是更通用的解釋；當上方的負載變得大於彎曲的波長或岩石圈的彎曲剛性趨近於 0 時，該模型更接近於區域性補償模式。

## 沉積和侵蝕對地殼均衡的影響
當有大量物質沉積在某一特定區域，新沉積物的巨大質量將會使地殼下沉。同樣，當大量的物質在特定地區被侵蝕，地表會上升以彌補。因此，當山脈被侵蝕而降低高地，地殼將會向上回跳（回跳量較侵蝕量小），（在一定程度上）造成進一步侵蝕。現在某些可在地表見到的地層可能曾經在地殼深處被其他地層覆蓋，但因為上方地層被侵蝕消失，使下方地層向上回跳而出現在地表。
冰山是類似的情況，它浮在水面的質量總是低於一定比例。如有更多冰加到冰山頂部，冰山將下沉更深，反之則剩下的冰上浮。而地球岩石圈「漂浮」在軟流圈的狀況與此類似。

## 板塊運動對地殼均衡的影響
當各大陸之間發生碰撞時，大陸地殼會在撞擊邊緣變厚。在這情況下大多數變厚的大陸地殼會「向下移動」，而不是冰山在此狀況下的向上。大陸碰撞造成山脈上升的概念因此被簡化了。相反地，地殼的增厚和地殼上半部變厚也可能形成山脈。
不過，有些大陸碰撞會因為構造導致岩石圈的成分呈不均勻分布，這些區域無法用簡單的地殼均衡模型解釋，因此必須謹慎處理此類問題。

## 冰蓋對地殼均衡的影響
冰原的形成可導致地球表面下沉。相反的，等靜壓的後冰河時期反彈是在曾被冰蓋覆蓋，但現已融化的區域觀察到，如波羅的海和哈德遜灣附近。一旦冰蓋後退，岩石圈和軟流圈上的負載減少，就會反彈到其靜力平衡面。透過這種方式可能找到古代的海蝕崖和相關的海蝕平臺已經在現今海平面以上數百公尺。因為反彈速度極為緩慢，最近一次冰河時期結束後造成的隆起仍在繼續。
除了陸地和海洋的垂直運動，地球的靜力平衡調整也涉及到橫向運動。它可以導致地球重力場和地球自转速率的變化、極漂移和地震。

## 海面升降和相對海平面改變
海平面升降（Eustasy 或 Eustatic）是與近年海平面上升相關，但原因並非地殼均衡造成。Eustasy 或 Eustatic 是指海水量造成的海平面變化，經常是因為氣候變化造成。當地球氣溫下降，將會有大量的水以冰川和雪的形式儲存於陸地，造成海平面下降（相對於穩定的陸地）。冰河時期結束時，冰川融水重新補注到洋底盆地即為海平面上升例子。
第二個造成海平面上升的原因是地球平均氣溫增加時海水的熱膨脹。近年從潮位紀錄和衛星量測資料顯示，全球海平面上升速率是 +3 mm/a（參見 2007年 IPCC 報告）。全球海平面變化也受到地殼垂直運動、地球自轉速率、大陸邊緣的大規模變化、和海床擴張速率影響。
當「相對」這個用語在「海平面變化」的背景使用時，其含義是海平面升降和地殼均衡會同時作用或使用者不知道而造成使用該詞。

## 延伸閱讀
- Lisitzin, E. (1974) "Sea level changes". Elsevier Oceanography Series, 8
- AB Watts. . Cambridge University Press. 2001  [2011-10-11]. ISBN 0521006007. （原始内容存档于2014-04-25）. A very complete overview with much of the historical development.